# Młyn Siedmiu Kół
Młyn Siedmiu Kół – niezachowany średniowieczny młyn wodny, który znajdował się we Wrocławiu, na rzece Czarna Oława, na odcinku pomiędzy drogą wiodącą do traktu legnickiego (ulica Ruska) i do traktu świdnickiego (ulica Świdnicka). Był jednym z najstarszych tego typu obiektów w mieście. 
Przy Młynie Siedmiu Kół (niem. Siebenrademühle) znajdował się most (niem. Siebenradebrücke) przez Czarną Oławę, na którego przedłużeniu w kierunku południowym znajduje się dzisiejsza ulica Krupnicza; położenie młyna pokrywa się w przybliżeniu z dzisiejszym placem Bohaterów Getta. Droga biegnąca wzdłuż zewnętrznego (zachodniego) brzegu Czarnej Oławy w kierunku północnym nosiła nazwę (w XVIII wieku) auf dem Graben bei den sieben Raden („nad fosą przy siedmiu kołach”); później przemianowana została na Goldene Rade Gasse (po 1945 – Złote Koło).
Nazwa Młyna Siedmiu Kół pochodzi od jego konstrukcji, składającej się z 7 kół wodnych. Wzniesiony był za zezwoleniem wrocławskiego księcia Henryka V; początkowo własność wspólna klasztoru kanoników laterańskich na Piasku i D. Pfefferkorna, od 1302 jedną trzecią posiadało miasto. Młyn był kilkakrotnie przebudowywany (m.in. w 1422, 1549 i 1599); przy okazji drugiej przebudowy miasto stało się całkowitym właścicielem młyna.
Późniejszy rozwój Wrocławia i postępująca wskutek tego degradacja wód Czarnej Oławy. pogarszała sprawność i wydajność młyna na tyle, że pod koniec XVIII wieku zamierzano go zlikwidować. Plany zburzenia go w 1780 nie zostały jednak zrealizowane, uznano bowiem, iż może być wciąż jeszcze przydatny w przypadku oblężenia miasta. Kiedy jednak w grudniu 1806 do oblężenia przez wojska napoleońskie rzeczywiście doszło, to dowodzący garnizonem generał major von Thile zdecydował się – wobec braku nadziei na pojawienie się odsieczy z zewnątrz – poddać miasto już po miesiącu od zamknięcia miasta w okrążeniu i po tylko kilku dniach wymiany ognia. Młyn Siedmiu Kół w oblężeniu tym nie odegrał żadnej roli.
Ponieważ zwycięzcy pod dowództwem Hieronima Bonaparte wydali rozkaz likwidacji fortyfikacji miejskich, także i Młyn Siedmiu Kół przestał odgrywać rolę militarną. Przetrwał on jednak jeszcze kilka lat: w 1811 wybuchł pożar, który zniszczył budynek lewobrzeżny, natomiast w 1813 sprzedano prawobrzeżną część młyna, który ostatecznie przestał funkcjonować w lutym 1814. Wkrótce i on został zburzony i zastąpiony nowym budynkiem.
Jeszcze przez pół wieku pomiędzy obydwoma budynkami stojącymi na miejscu Młyna Siedmiu Kół płynęła coraz brudniejsza Czarna Oława, aż po epidemii cholery w 1866 zdecydowano się ją zasypać. Nastąpiło to w ciągu następnych dwóch lat. Na miejscu dawnej fosy utworzono nową uliczkę, zmienił się w ślad za tym podział sąsiadujących parceli. Nowa uliczka przy dawnym młynie nosiła nazwę Sieben Rade Ohle („Oława Siedmiu Kół”) – na odcinku biegnącym od dawnego młyna na południe oraz Reussen Ohle („Oława Ruska”) – od młyna na północ. Część parceli, na której stał młyn lewobrzeżny (pomiędzy Reussen Ohle i Goldene Rade Gasse), miała przypisany numer 3 przy Karlsplatz; w tym miejscu od 1832 do 1892 zlokalizowana była Synagoga Bialska.

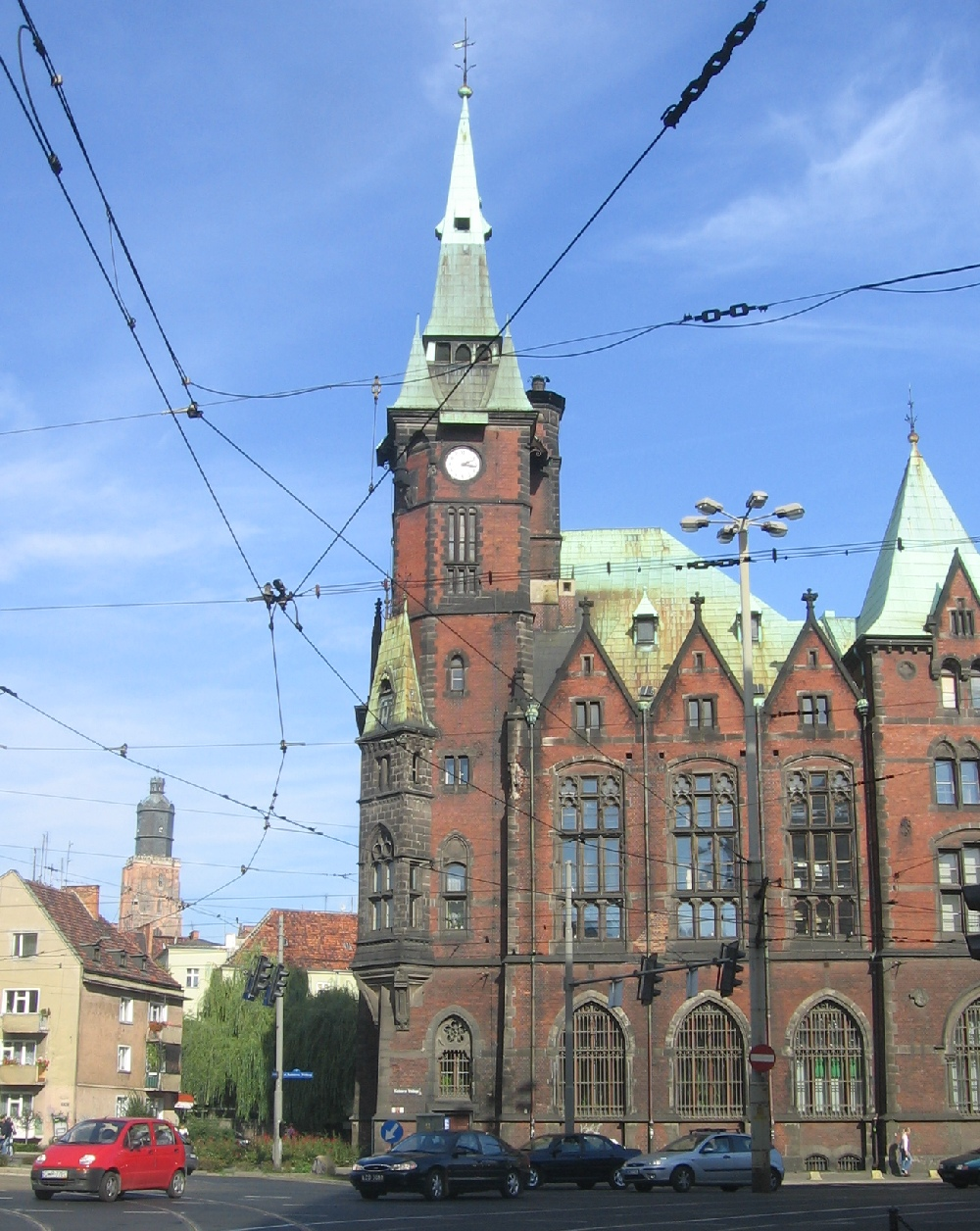
Biblioteka Uniwersytecka widziana z Krupniczej (skrzyżowanie z Kazimierza Wielkiego); Młyn Siedmiu Kół znajdowałby się w lewym skraju kadru

Po zniszczeniach spowodowanych oblężeniem w 1945 XIX-wieczna ciasna zabudowa okolic dawnego Młyna Siedmiu Kół została zrujnowana w tak znacznym stopniu, że tylko w części została odbudowana. Pozostałości Sieben Rade Ohle i Reussen Ohle otrzymały nazwy: ulica (zaułek) Siedmiu Kół oraz zaułek Ruski; ulica Roßmarkt otrzymała patrona w postaci Karola Szajnochy, a jej połączenie z dawnym Karlsplatz i Sieben Rade Ohle nazwano pierwotnie Placem Żydowskim, a po roku 1946 placem Bohaterów Getta. Istniejący od 1891 pomiędzy Roßmarkt (Szajnochy) a Sieben Rade Ohle (ul. Siedmiu Kół) okazały gmach Biblioteki Miejskiej przetrwał jednak i funkcjonuje do dziś jako Biblioteka Uniwersytecka. Wyburzenie w latach 70. XX wieku resztek zabudowy wzdłuż dawnej Czarnej Oławy celem przeprowadzenia tamtędy trasy średnicowej spowodowało, że wszystkie pozostałości po Młynie Siedmiu Kół i otaczającej go zabudowie znalazły się pod jezdniami i torowiskiem nowo wytyczonej ulicy Kazimierza Wielkiego.